# Westbahn (Wirtembergia)
Westbahn – linia kolejowa w Wirtembergii, otwarta w 1853 r. Biegnie od Bietigheim-Bissingen do Bruchsal.
Było to pierwsze połączenie kolejowe między Badenią i Wirtembergią w Niemczech.
Dawniej była ważną magistralą kolejową o znaczeniu międzynarodowym. Status ten straciła po wybudowaniu linii kolei dużych prędkości Mannheim – Stuttgart i obecnie obsługuje przede wszystkim ruch regionalny i towarowy pomiędzy miastami Stuttgart, Karlsruhe, Mannheim i Heidelberg.